# المثقفون في الحضارة العربية (كتاب)
المثقفون في الحضارة العربية- كتاب للمفكر والفيلسوف المغربي "محمد عابد الجابري"، صدرت الطبعة الأولى منه في عام 1995م، وتوالت بعد ذلك طبعات الكتاب.

## عن الكتاب
الكتاب الذي بين أيدينا من أحدث الكتابات في هذا العصر، التي تسعي لتقديم تفسير علمي لبعض الوقائع والأحداث في التاريخ الإسلامي، حيث حاول الجابري من خلال كتابه هذا أن يقدم تحليلًا وتفسيرًا عصريين غير مسبوقين لمحنة ابن حنبل في الشرق الإسلامي، ونكبة ابن رشد في الغرب الإسلامي، حيث ظلت تفسيرات هاتين الحادثتين وتحليلاتهما ولفترة طويلة دائرة في فلك العقيدة، ولكن الجابري تكفل بإخراجهما من هذه الدائرة الموروثة، وذلك لأن التفسيرات والتحليلات السابقة لا توافر على أي تفسير معقولي يمكن للعقل الناقد أن يتقبله. إنَّ إضفاء المعقوليَّة السياسيَّة على هاتين الحادثتين أمرٌ في غاية الأهمية في الوقت الحاضر، سعياً إلى التوصل إلى فهم عصريّ مكين لعلاقة الديني بالسياسيّ في تاريخنا الإسلاميّ من جهة، وما تحمله الشعارات "الدينية" في كل عصر من معان وغايات سياسيّة مستبطنة من جهة أخرى. وقد وزع الكاتب مباحث الكتاب إلى مقدمة وثلاثة فصول، وقد خصص المقدمة للتعبير عن الشعور الذي انتابه عندما هم بتأليف هذا الكتاب كما أورد فيها مجموعة من التساؤلات حول شخصية الفرد المثقف والأدوات العلمية المؤهلة لتحصيل مكانة المثقف في المجتمعات، مؤكدًا كون المثقف إنسانًا مفكرًا داخل مرجعية سابقة، إن كان معارضًا أو مكررًا أو مدافعًا.
في هذا الكتاب، يتناول الجابري بالدراسة والتحليل مفهوم المثقف، ويجد أنه لا وجود لمرجعية لهذا المفهوم في الثقافة العربية، فيحاول بناء تلك المرجعية عن طريق التأصيل الثقافي للمفاهيم الحديثة، ويتطرق المؤلف لعدة مفاهيم منها: المثقفين في القرون الوسطى الأوربية، وسلطة العلم العربي في أوربا، وظهور المثقفين في الإسلام وأجيال المثقفين في الإسلام، وينتهي غلى نتيجة مفادها: ضرورة إعادة التاريخ العربي، كما يضم الكتاب أيضًا دراسة لمحنتين تعرض لهما عالمان مسلمان هما: ابن حنبل، وابن رشد؛ وذلك نتيجة تعارض آرائهما مع آراء السلطة، وما محاولة الجابري تفسير التاريخ إلا لفهم حاضرنا وتعميق هذا الفهم، والوقوف على الصراع المستمر بين الدولة ورجال العلم.
الكتاب يمثل محاولة تهدف إلى تأصيل ثقافي لقيم الحداثة المعاصرة، والتي تفرض نفسها اليوم بوصفها قيم كلية عالية، وذلك من خلا ل ربطها بما قد يكون من التراث الإسلامي العربي من أشباه لها ونظائر، وإعادة بناء هذه بطريقة تجعل منها مرجعية للحداثة عند العرب، وقد اختار المؤلف نموذجًا تراثيًا من خلال محنة ابن حنبل ونكبة ابن رشد. وهذه الاستراتيجية هي استراتيجية "التجديد من الداخل"، أي تجديد الثقافة العربية من داخلها، وهي استراتيجية ذات محاور أو ابعاد ثلاث: محور النقد الأبستمولوجي للتراث العربي، ومحور التأصيل الثقافي للحداثة في الوعي والفكر العربي، وأخيرًا محور نقد الحداثة الأدبية نفسها والكشف عن مزالقها ونسبية شعاراتها. ويبدو أن المؤلف قد هدف من وراء ذلك تقديم اسهام جديد في محور التأصيل الثقافي.
يندرج كتاب "المثقفون في الحضارة العربية" ضمن سلسلة كتب الشروح عند الجابري، ويتضمن نص الكتاب أربعة مستويات في طريقة وأسلوب التفكير والكتابة، كما أن الكتاب يحدد اطارًا عامًا للتفكير في موضوع واسع وكبير، إنه يقدم هيكلاً عاماً، مصحوباً بأمثلة محددة، ومرتبة في إطار إشكالات واضحة إضافة إلى عنايته بموضوعه في سياق ملابسات نظرية وسياسية تنتمي إلى مجال الحاضر العربي، بمختلف الأسئلة التي يثيرها، سواء في مجال التحديث السياسي، أو في مجال التحديث الثقافي، وكذا في مستوى الإشكالات التي تطرح عند التفكير في أدوار المثقفين، أو في علاقاتهم بالسلطة والدولة عبر التاريخ. أما عن مستويات أو طبقات التفكير في الكتاب فإنها تكمن في: المستوى الأبستمولوجي، والمستوى التاريخي التحليلي المقارن، والمستوى التمثيلي البيداغوجي، والمستوى الإشكالي.
ويتساءل البعض حول هذا الكتاب، هل هو مجرد قوس صغير فتحه الفيلسوف على هامش مشروعه، فكان مجرد استراحة فكرية كتبها المؤلف في لحظة تأمل، لا تزيد فائدة ولا تنقص شيئًا، سواء أأضيفت أم انتزعت من المشروع، أم أنه استكمال للمشروع ككل من خلال الانخراط في موضوع معاصر هو "سؤال المثقف"، وإذا كان الجابري قد جمع في مختلف أعماله الأخرى بين تقنية التكيف، ومطلب الاستمرارية، والنفور أو تقويض خرافة المركزية الأوربية، فمثل هذه الأسس الثلاث ترددت أيضًا في كتابه "المثقفون في الحضارة العربية". وقد يكون هذا الكتاب دون المشروع الفكري للجابري قيمة من الوجهة المنهجية والعلمية، لكنه دون شك كتاب له غير قليل من الأهمية والضرورة، بحيث يجعلنا نعيد النظر في موضوع "قديم - جديد " أي في موضوع المثقف، وعن فهمنا عن أدوار المثقفين وعن علاقاتهم سواء بالسلطان السياسي أو بالمجتمع، وكذلك ببعضهم البعض، أي بغيرهم من المثقفين. والكتاب من جهة أخرى، توقف عندما كان يفترض فيه أن يعمق الحديث، خاصة فيما يتعلق بمسألة صراع الدولة والمثقف، وقضية التناوب على خدمة سيطرة الدولة وهيمنتها.

## محتويات الكتاب
الكتاب عبارة عن ثلاثة فصول، بالإضافة إلى مقدمة، وبيان هذه الفصول كالتالي:

### الفصل الأول: المثقفون في الحضارة العربية الإسلامية
- أولا: في مفهوم المثقف.
- ثانيًا: المثقفون في القرون الوسطى الأوربية.
- ثالثًا: سلطة العالم العربي في أوربا.
- رابعًا: المثقف والفردية.
- خامسًا: المثقف.. متكلم.
- سادسًا: ظهور المثقفين في الإسلام.
- سابعًا: المثقفون والتسامح.
- ثامنًا: أجيال المثقفين في الإسلام.
- تاسعاً: مثقفو المقابسات.
- عاشرًا: ضرورة إعادة كتابة التاريخ العربي.

### الفصل الثاني: محنة ابن حنبل
- أولاً: حول "محن العلماء" في الإسلام.
- ثانيًا: محن العلماء والسياسة.
- ثالثًا: بين فروع الدين وأصول السياسة.
- رابعًا: محنة ابن حنبل.. الجولة الأولى.
- خامسًا: محنة ابن حنبل.. الجولة الثانية.
- سادسًا: أحمد الخزاعي والجولة الأخيرة من المحنة.
- سابعًا: المحنة بين القدماء والمحدثين.
- ثامنًا: المطوعة والثورة على الدولة.
- تاسعًا: السفياني، وأهل الحديث، ومعاوية.
- عاشرًا: خطاب ديني ومضمون سياسي.
- حادي عشر: السياق العام لفكرة خلق القرآن.
- ثاني عشر: المحنة و"الانقلاب السني المزعوم".
- ثالث عشر: المثقف والسلطة أمس واليوم.

### الفصل الثالث: نكبة ابن رشد
- أولاً: نكبة ابن رشد والتناقض بين الاتهام وواقع الحال.
- ثانيًا: محاكمة وتهم تخفي أخرى.
- ثالثًا: روايات تكذب نفسها بنفسها.
- رابعًا: في البحث عن سبب سياسي للنكبة.
- خامسًا: ابن رشد و"البرهان" في السياسة.
- سادسًا: أفلاطون وابن رشد وقضية المرأة.
- سابعًا: الخطاب السياسي البرهاني خطاب نقدي.
- ثامنًا: "الشرك" بين السياسة والدين.

## روابط خارجية
- مناقشة كتاب "المثقفون في الحضارة العربية" في برنامج "اسماروأفكار" على منصة اليوتيوب.
- قراءة في كتاب " المثقفون في الحضارة العربية" - الجمعية الفلسفية الأردنية، الدكتور أحمد العجارمة.